# Black Hole Recordings
Black Hole Recordings – wydawnictwo specjalizujące się w muzyce elektronicznej założone przez Tijsa Verwesta (Tiësto) i Arny’ego Binka w 1997 roku. 
Początkowo label stworzony został w celu promowania twórczości Holendra (Tiësto) na świecie, wkrótce jednak zaczął się szybko rozwijać masowo wydając produkcje nowych, dobrze zapowiadających sie artystów sceny klubowej. Obecnie Black Hole Recordings jest jednym z najlepszych wydawnictw muzyki elektronicznej na świecie. Współpracuje z największymi wytwórniami monogaficznymi takimi jak Universal Music Group oraz Warner Music. 
W skład wytwórni wchodzą także mniejsze i mniej znane labele takie jak: Magik Muzik, In Trance We Trust, Fatal Tracks, FBI, Songbird, Tunes For You, Wild Life oraz Maxim. Wytwórnia ma swoje placówki w dwóch krajach Europy, w Wielkiej Brytanii – Londyn oraz w Holandii – Breda. 
Black Hole Recordings wydaje muzykę m.in. takich artystów jak: Airbase, Andain, Andy Duguid, BT, Carl B, Cary Brothers, Cor Fijneman, Cosmic Gate, Cressida, Pure Butt3rfly, Emilio Fernandez, Esmaye, First State, JES, Johan Gielen, Jonas Steur, John Dahlback, Julie Thompson, Kimito Lopez, Marcus Schossow, Mr Sam, Phynn, Progression, Dj Preach, Richard Durand, Sied van Riel, Way Out West, Vincent de Moor czy Virtual Vault. W wytwórni nagrywali niegdyś Armin van Buuren oraz Ferry Corsten.